# Sospiro
Sospiro (Suspìir in dialetto cremonese) è un comune italiano di 3 012 abitanti della provincia di Cremona in Lombardia. Il toponimo è origine latina e deriva da sex pilae, ossia "sei pietre miliari" (la distanza che separa il comune dal capoluogo Cremona).
Di natura prettamente agricola, nel suo territorio possiamo trovare esempi di cascine risalenti al XVIII secolo: Cascina Colombarolo, Cascina Bruciacuore, Cascina Casaletto, Cascina Orezoletta ecc.

## Storia

### Simboli
Lo stemma comunale è stato concesso con regio decreto del 16 febbraio 1928.
Il gonfalone è un drappo interzato in palo di verde, di bianco e di rosso.

## Società

### Evoluzione demografica
Abitanti censiti

## Monumenti e luoghi d'interesse
- Chiesa parrocchiale di San Siro

## Infrastrutture e trasporti
Tra il 1888 e il 1954 Sospiro era servita da due fermate della tranvia Cremona-Casalmaggiore, nonché da una stazione della stessa posta in località Longardore; tale infrastruttura era gestita in ultimo dalla società Tramvie Provinciali Cremonesi.
A Sospiro è presente la Fondazione Istituto Ospedaliero di Sospiro, una delle più grandi Aziende Multiservizio della Regione Lombardia per la cura e l'assistenza di persone disabili e anziani. Sospiro è perciò scherzosamente chiamata "Il Paese dei Matti". La Fondazione ha ristrutturato nel 2005 un grande albergo a Toscolano Maderno sul Lago di Garda con il progetto di utilizzarlo per i propri assistiti, la struttura è da poco entrata in servizio.